# Smilidarnis fasciatus
Smilidarnis fasciatus är en insektsart som beskrevs av Andrade 1989. Smilidarnis fasciatus ingår i släktet Smilidarnis och familjen hornstritar. Inga underarter finns listade i Catalogue of Life.